# 김한민
김한민은 대한민국의 영화 감독, 각본가다. 그는 영화 《극락도 살인사건》으로 상업영화 감독 데뷔하였고, 영화 《최종병기 활》, 《명량》으로 잘 알려져 있다.

## 학력
- 순천고등학교 졸업
- 연세대학교 경영학과 학사
- 동국대학교 대학원 연극영화과 석사

## 필모그래피

### 영화
- 얇은 글씨는 단편 영화를 나타내고, 굵은 글씨는 장편 영화를 나타낸다.

| 연도 | 제목                            | 감독   | 각본가 | 프로듀서 | 기타            |
| ---- | ------------------------------- | ------ | ------ | -------- | --------------- |
| 1999 | 그렇게 김순임은 강두식을 만났다 | 예     | 예     | 예       |                 |
| 2003 | 갈치괴담                        | 예     | 예     | 예       |                 |
| 2007 | 극락도 살인사건                 | 예     | 예     | 아니요   | 음악 참여       |
| 2009 | 핸드폰                          | 예     | 아니요 | 아니요   | 각색            |
| 2011 | 최종병기 활                     | 예     | 예     | 아니요   |                 |
| 2014 | 명량                            | 예     | 예     | 예       |                 |
| 2015 | 명량: 회오리 바다를 향하여      | 예     | 아니요 | 아니요   | 다큐멘터리 영화 |
| 2016 | 사냥                            | 아니요 | 아니요 | 예       | 각색            |
| 2019 | 봉오동 전투                     | 아니요 | 아니요 | 예       | 각색            |
| 2020 | 오! 문희                        | 아니요 | 아니요 | 예       | 각색            |
| 2022 | 한산: 용의 출현                 | 예     | 예     | 예       |                 |
| 2022 | 한산: 리덕스                    | 예     | 예     | 예       |                 |
| 2023 | 노량: 죽음의 바다               | 예     | 예     | 예       | 후반 작업중     |

### 드라마
| 연도      | 방송사    | 제목     | 감독 | 각본가 | 프로듀서 | 기타 |
| --------- | --------- | -------- | ---- | ------ | -------- | ---- |
| 발표 예정 | 발표 예정 | 7년 전쟁 | 예   | 예     | 예       |      |

## 수상 경력
- 2003년 제1회 아시아나국제단편영화제 메디피디상
- 2007년 제27회 한국예술평론가협의회 주목할예술상 《극락도 살인사건》
- 2007년 제28회 청룡영화상 신인감독상 《극락도 살인사건》
- 2007년 제28회 청룡영화상 각본상 《극락도 살인사건》
- 2011년 제12회 대한민국 국회대상 영화부문 《최종병기 활》
- 2011년 제32회 청룡영화상 한국영화 최다관객상 《최종병기 활》
- 2014년 제23회 부일영화상 최우수작품상 《명량》
- 2014년 제51회 대종상 기획상 《명량》
- 2014년 제51회 대종상 최우수작품상 《명량》
- 2014년 제35회 청룡영화상 한국영화 최다관객상 《명량》
- 2014년 제35회 청룡영화상 감독상 《명량》
- 2015년 제10회 맥스무비 최고의 영화상 최고의 작품상 《명량》
- 2022년 제31회 부일영화상 최우수 감독상 《한산: 용의 출현》
- 2024년 제15회 대한민국 대중문화예술상 대통령 표창